# Děčín
Děčín (phát âm tiếng Séc: [ˈɟɛtʃiːn]; tiếng Đức: Tetschen) là một thành phố thuộc vùng Ústí nad Labem của Cộng hòa Séc. Thành phố có tổng diện tích 118 km2. Theo điều tra ngày 1 tháng 1 năm 2009 là 52.589 người.
Đây là thành phố lớn nhất ở quận Děčín. Gần biên giới Đức, không xa so với Dresden và 83 phút về phía bắc Praha bằng đường sắt, thành phố Děčín trong khu vực Ústí nad Labem tọa lạc trên tuyến đường thương mại giữa Cộng hòa Séc và Đức. Tất cả hàng hóa vận chuyển bằng đường bộ, đường sắt và đi nước thông qua thành phố, vì nó là cũng tại điểm cuộc họp của các con sông Elbe và Ploučnice. Děčín là thực sự gồm hai thị xã, nằm hai bên của sông Labe, các thị trấn cũ của Děčín ở hữu ngạn, còn tả ngạn là Podmokly (tiếng Đức: Bodenbach) đã trở thành một phần của thị trấn vào năm 1942.
Labe cắt qua các sa thạch mềm của khu vực, thành phố là trung tâm của dãy núi thấp; Děčínská vrchovina (Tây Nguyên Děčín), České Středohoří (Midlands Séc) và Lužické hory (dãy núi Luzice).
Sản phẩm sản xuất trong Děčín bao gồm các tấm kim loại, thực phẩm, dệt may, hóa chất, xà phòng, bia và bảo quản cá, thành phố cũng là nơi để một ngành công nghiệp in ấn và xuất bản.

## Lịch sử
Khu vực Děčín (Tetschen) đã có người định cư bởi các bộ tộc Slav của Děčané (tên khu định cư được đặt theo Děčané)  trong thế kỷ thứ 9. Lúc đầu, nó được xây dựng trên tả ngạn của Labe, nhưng sau khi lũ lụt được xây dựng lại ở hữu ngạn năm 1059. Khu định cư nằm dưới sự kiểm soát của các chúa Wartenberg từ 1305 đến 1534, khi nó được mua bởi Chúa đất giàu có Rudolf von Bünau và họ đã du nhập Tin Lành vào khu vực, nhưng tôn giáo đó đã bị đàn áp sau khi Bünaus bị đuổi ra khỏi năm 1620. Bünau bán thị trấn năm 1628 đến Baron của Thun.
Trong thế kỷ 18, Tetschen trở thành một thị trấn spa dưới thời nam tước Johann Joseph Thun, người tìm kiếm con suối thích hợp ở trong khu vực và đã tìm thấy một con suối ở  Horní Žleb vào năm 1768. Tuy nhiên, xứ này đã không trở thành trung tâm thương mại sầm uất, và ý tưởng xây dựng một thị trấn spa bị bỏ dỡ vào năm 1922, ngày nay quá khứ nghỉ dưỡng của thành phố phần lớn đã bị lãng quên.